# Chester B. McMullen
Chester Bartow McMullen (ur. 6 grudnia 1902 w Largo, zm. 3 listopada 1953 w Clearwater) – amerykański polityk, członek Partii Demokratycznej.

## Działalność polityczna
W okresie od 3 stycznia 1951 do 3 stycznia 1953 przez jedną kadencję był przedstawicielem 1. okręgu wyborczego w stanie Floryda w Izbie Reprezentantów Stanów Zjednoczonych.